# مخطاط التنفس
مِخطاط التنفس أو مِرسمة التنفس هو مقياس لتسجيل سرعة وقوة حركات الصدر أثناء التنفس.

## مبدأ العمل
ثمة أنواع مختلفة من مخاطيط التنفس، والتي لها مبادئ تشغيل مختلفة. في إحدى الآليات، يُوصل وعاء مطاطي مرن بالصدر. السفينة مجهزة بمحاسيس. بعضها الآخر يعمل على أساس المعاوقة. يُحقن في هذ الطريقة تيارٌ عالي التردد (من عشرات إلى مئات كيلو هرتز) منخفض السعة عبر تجويف الصدر. فيُقاس الجهد الناتج عن هذا الحقن الحالي وتُشتق المعاوقة من تطبيق قانون أوم (R = V / I). يتدفق التيار بسهولة أقل عبر الصدر مع امتلاء الرئتين وبذلك تزداد المقاومة مع زيادة حجم الرئة. 